# アルヴィン・ハンセン
アルヴィン・ハーヴィ・ハンセン（Alvin Harvey Hansen、1887年8月23日 - 1975年6月6日）は、アメリカの経済学者。1937年からハーバード大学教授として活躍。専門はマクロ経済学。ケインズ革命をアメリカにもたらすことに尽力し、アメリカン・ケインジアンとも呼ばれたが、一方では、幅広い経済問題をも取り上げた。日本ではアーヴィン・ハンセンとも呼ばれる。

## 経歴
- 1887年 デンマークからの移民である両親のもと、サウスダコタ州ヴィボルグ（Viborg）に生まれる。
- 1910年 Yankton Collegeダコタ校でBSを終了。数年間、教師をした後、ウィスコンシン大学の大学院に進む。
- 1916年 ブラウン大学で教え始める。
- 1918年 ウィスコンシン大学マディソンでPh.D.を得る。
- 1919年 ミネソタ大学で景気循環を教える。
- ワシントンでEdwin E. Witteの「1935年社会保障法」ドラフト作成に協力。
- ブラウン大学で教える。
- 1923年 ミネソタ大学で教える。
- 1933年 - 1934年 ルーズヴェルト大統領が主催する国際経済関係の国家政策調査委員会の長官を務める。
- 1937年 政治経済学教授としてハーバード大学へ移る。
- 1937年 アメリカ統計学会の副会長になる。
- 1937年 - 1938年 社会保障に関する大統領諮問会議の委員となる。
- 1940年 - 1945年 連邦準備銀行制度の理事会の特別経済顧問を務める。
- 1941年 - 1943年 米加経済委員会の議長となる。
- 1957年 ハーバード大学を退官（その後、ボンベイ大学やアメリカの多くの大学で客員教授として教える）。
- 1967年 アメリカ経済学会の会長を務める。
- 1975年 バージニア州アレクサンドリアで死去（87歳）

## 経済学者としての貢献
- ケインズ革命をアメリカにもたらすことに尽力した。1930年代後半～1940年代初めを通じ、J.E.ウィリアムスと共に指導したハーバード大学の財政政策セミナーを中心に、ポール・サミュエルソン、ジョン・ケネス・ガルブレイス、ジェームズ・トービン、ロバート・ソロー、オスカー・ランゲ、ニコラス・カルドア、都留重人といった学生に、ケインズ主義に肯定的な態度を伝授した。
- IS-LMモデル（Hicks-Hansen総合）
- ハンセンの在庫循環モデル

## 主要著作
- 『景気循環論』、小川福太郎訳、日本評論社、1933年
- 『経済政策と完全雇用』、小原敬士訳、好学社、1949年
- 『財政政策と景気循環』、都留重人訳、日本評論社、1950年
- “Business Cycles and National Income”,1951（P471－476、在庫循環モデル）
- 『ケインズ経済学入門』、大石泰彦訳、東京創元新社、1953年
- 『貨幣理論と財政政策』、小原敬士・伊東政吉訳、有斐閣、1953年
- 『アメリカの経済』、小原敬士・伊東政吉訳、東洋経済新報社、1959年
- 『1960年代の経済問題』、小原敬士訳、ダイヤモンド社、1961年
- 『ドルと国際通貨制度』、鈴木浩次訳、東洋経済新報社、1966年
- 『戦後のアメリカ経済』、名和献三・大川勉訳、雄渾社、1967年
- 『ケインズ経済学入門』入門シリーズ、大石泰彦訳、東京創元新社、1973年
- 『ケインズ経済学入門』現代社会科学叢書（新装版）、大石泰彦訳、東京創元社、1986年